# 大江原哲
大江原 哲（おおえはら さとし、1953年2月13日 - ）は、日本中央競馬会の元騎手ならびに元調教師。

## 経歴・人物
- 実弟は元騎手で調教助手の大江原隆、甥に騎手の大江原圭（隆の実子）、長男の大江原勝は調教助手（蛯名正義厩舎所属）、2004年に生まれた孫の大江原比呂[1]は2020年に競馬学校騎手課程に入学し2024年2月に卒業、同年3月に騎手デビューをしたが、翌2025年2月に引退している[2]。
- 馬事公苑長期騎手課程（当時は競馬学校がない時代だった）を経て、1971年に古山良司厩舎から騎手としてデビュー。
- 初騎乗は1971年3月6日に行われた第1回中山競馬4日目の第3競走（タマクラヒメ 14着）。
- 初勝利は1971年7月4日に行われた第4回東京競馬8日目の第4競走のアイアンオーザ。
- 現役時代はおもに障害競走に騎乗した。
- 1996年2月で騎手を引退したあとは調教師へ転身し、翌1997年に厩舎を開業した。
- 2020年2月18日、高市圭二調教師の死去に伴い、馬房の臨時貸付（20馬房）を受け、中山大障害勝馬のシングンマイケルなど旧高市厩舎の管理馬38頭を引き受けた[3]。
- 2023年2月28日をもって調教師を引退した[4]。

## 騎手成績
| 通算成績 | 1着 | 2着 | 3着 | 騎乗数 | 勝率 | 連対率 |
| -------- | --- | --- | --- | ------ | ---- | ------ |
| 平地     | 64  | 82  | 93  | 1162   | .055 | .127   |
| 障害     | 130 | 124 | 96  | 856    | .152 | .297   |
| 計       | 194 | 206 | 189 | 2018   | .096 | .198   |

|            | 日付         | 競走名           | 馬名           | 頭数 | 人気 | 着順 |
| ---------- | ------------ | ---------------- | -------------- | ---- | ---- | ---- |
| 初騎乗     | 1971年3月6日 | 4歳未勝利        | タマクラヒメ   | -    | -    | 14着 |
| 初勝利     | 1971年7月4日 | -                | アイアンオーザ | -    | -    | 1着  |
| 重賞初騎乗 | 1973年2月3日 | 東京新聞杯       | トーヨーアサヒ | 15頭 | 13   | 14着 |
| 重賞初勝利 | 1986年4月6日 | 中山大障害（春） | ライバコウハク | 9頭  | 4    | 1着  |

### 主な騎乗馬
- ライバコウハク（1986年中山大障害 (春)）
- シンボリクリエンス（1992年中山大障害 (春)・(秋)、1991年東京障害特別 (春)・(秋)）
- グレートリーフ（1995年東京障害特別 (秋)）

その他
- トーヨーアサヒ
- サンエイソロン

## 調教師成績
|            | 日付          | 競馬場・開催  | 競走名          | 馬名               | 頭数 | 人気 | 着順 |
| ---------- | ------------- | ------------- | --------------- | ------------------ | ---- | ---- | ---- |
| 初出走     | 1997年3月2日  | 2回中山4日12R | 5歳上900万下    | エメラルドスルスミ | 16頭 | 8    | 4着  |
| 初勝利     | 1997年5月10日 | 2回東京7日5R  | 障害5歳上未勝利 | スクールオブアート | 5頭  | 5    | 1着  |
| 重賞初出走 | 1997年12月7日 | 5回中山4日11R | 朝日杯3歳S      | セイクビゼン       | 15頭 | 11   | 6着  |
| 重賞初勝利 | 2009年4月5日  | 3回中山4日11R | ダービー卿CT    | タケミカヅチ       | 15頭 | 1    | 1着  |

### おもな管理馬
- ショコット（ターコイズステークス）
- モルフェデスペクタ（バーデンバーデンカップ）
- タケミカヅチ（ダービー卿チャレンジトロフィー）
- ミュゼスルタン（新潟2歳ステークス）